# Typhon Fengshen
Le typhon Fengshen (風神), nommé également Frank par la PAGASA et 07W par le JTWC, est le sixième cyclone tropical de la saison cyclonique 2008 dans le Pacifique nord-ouest. Il a durement touché les Philippines et la Chine, et causé la mort de 1468 personnes.

## Évolution météorologique

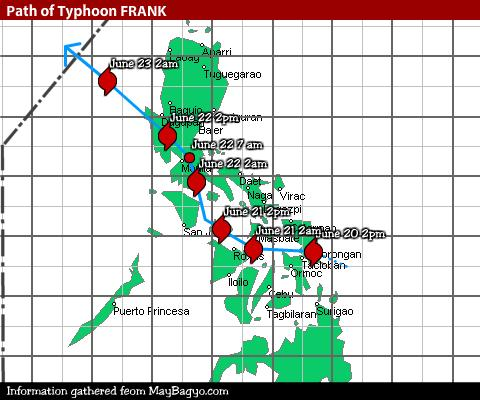
Trajectoire du typhon Fengshen à travers les Philippines (heures en TU)

Le 18 juin, une zone de basse pression atmosphérique suivie de près par le service météorologique des Philippines (PAGASA) s’est transformée en une dépression tropicale nommée Frank par ce service. Un peu plus tard en journée, le Joint Typhoon Warning Center (JTWC) et l'Agence météorologique du Japon (JMA) commencèrent à émettre des bulletins d’avertissement. Le JTWC nomma ce système dépression tropicale 07W.
Tôt le 19 juin, le JMA rehaussa la cote du système à tempête tropicale et lui donna le nom de Fengshen, un nom soumis par la République populaire de Chine à l’OMM lors de la confection des listes de futurs typhons. Ce nom est celui du Dieux des vents en Mandarin. La tempête s’intensifia rapidement et devint une tempête tropicale sévère en mi-journée puis un typhon de catégorie 1 dans le bulletin du JMA à 18h TU.
Le 20 juin, le JWTC a rehaussé Fengshen à la catégorie 2 dans son bulletin de 18 TU, juste au moment qu'il toucha terre dans la partie est de l'île de Samar aux Philippines. La trajectoire prévue du typhon Fengshen devait l'amener vers le nord-ouest mais il bifurqua vers le nord et traversa la capitale, Manille, le 22 juin entre 5 et 6h TU,. Des observateurs ont rapporté que les vents sont soudainement devenus calmes et que les pluies abondantes ont temporairement cessé sur la ville de Quezon, indiquant le passage de l’œil. Il reprit une trajectoire vers le nord-ouest en quittant les Philippines.
Le 23 juin à 10 heures locales, le PAGASA plaçait le typhon à environ 300 km au nord-ouest de Dagupan sur la mer de Chine méridionale. Les vents soutenus étaient de 110 km/h près du centre avec des rafales de 140 km/h. Sa trajectoire était toujours vers le nord-ouest, en direction de la république populaire de Chine. Le JMA et le PAGASA ont tous deux reclassé le cyclone au niveau de tempête tropicale sévère et le JTWC au niveau de tempête tropicale (voir Classification selon le bassin). Plus tard en journée la tempête sortant de son territoire de responsabilité, le PAGASA émis son dernier bulletin d'avertissement.
L'Hong Kong Observatory (HKO) a émis une alerte cyclonique de niveau 8 (sur 10) le 24 juin à 22h45 local (10h45 TU). La tempête tropicale Fengshen a touché terre près de Hong Kong et Shenzhen, province du Guangdong, en Chine méridionale le même jour vers 22h TU. Le vent maximal rapporté au niveau de la mer à Hong Kong était de 86 km/h et les pluies importantes. Elle a poursuit son chemin à l'intérieur de la République populaire de Chine ensuite et l'HKO a progressivement levé l'alerte. Le JTWC a émis son dernier bulletin un peu plus tard le même jour.

## Impacts
Les pluies diluviennes ont causé des coulées de boue et des inondations importantes aux Philippines. Le 22 juin, le gouvernement philippin rapportait plus de 155 personnes tuées par  le typhon Fengshen. Cependant le 24 juin, la Croix-Rouge estimait que les pertes de vie dans le pays se montaient à 229 personnes et au moins 374 disparus et le 25 juin, c'est 498 morts et 263 manquants que dénombrait la défense civile des Philippines. Ce total n'incluait pas les disparus d'un traversier qui s’est renversé, emportant dans les flots la presque totalité des 862 de personnes à bord. Ce bilan le placerait ce cyclone dans la liste des dix plus meurtriers de l’ouest du bassin de l’océan Pacifique.

### Philippines

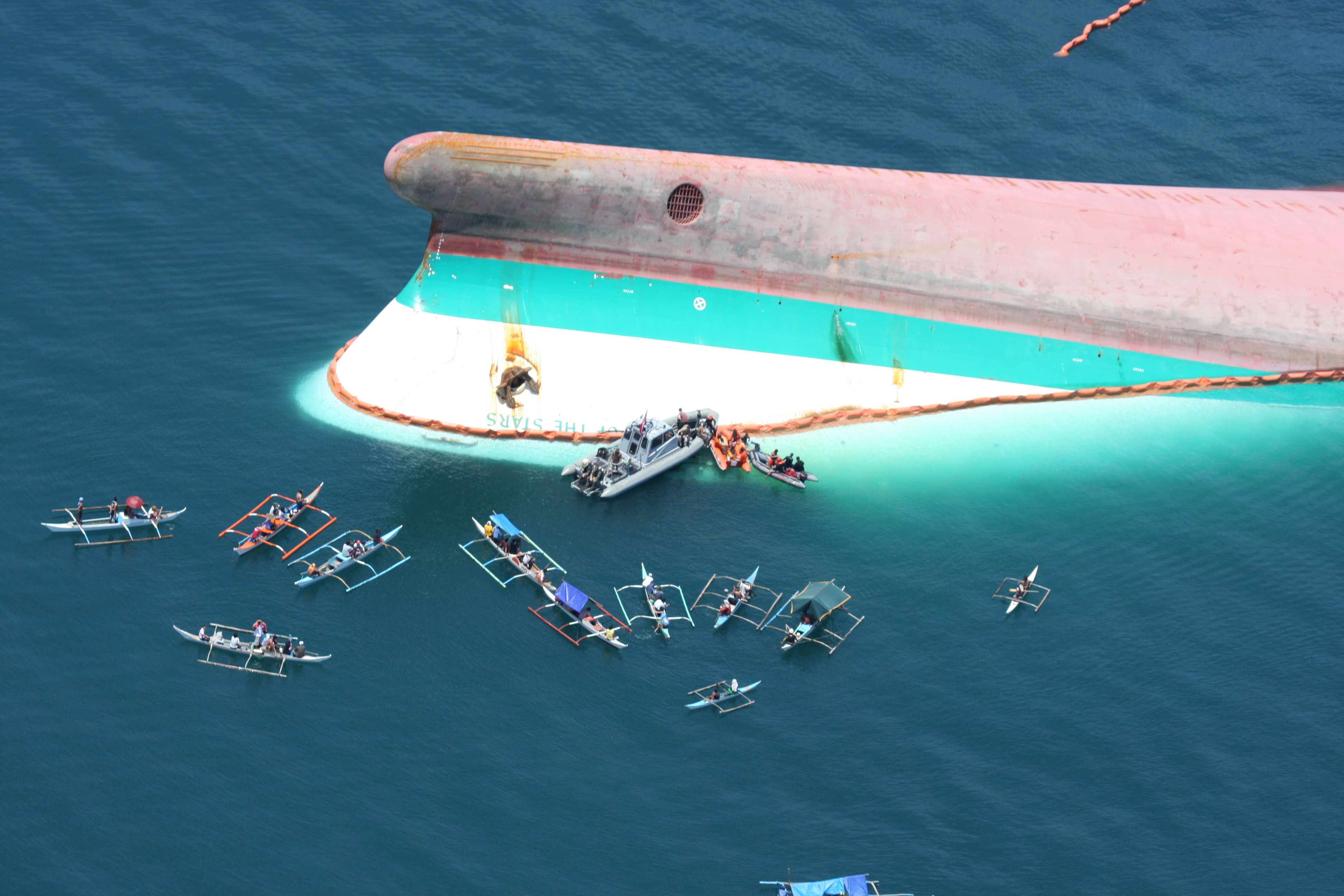
Recherche de survivants du chavirage du ferry MV Princess of the Stars le 25 juin 2008. Le ferry a chaviré pendant le typhon Fengshen aux Philippines.

Dans la province de Iloilo, cinquante-neuf personnes sont mortes et quarante sont portées disparues. Dans la capitale de cette province, plus de 30 000 personnes ont dû se réfugier sur les toits quand les digues retenant un réservoir ont cédé. Dans la région de Bicol, plus de 200 000 personnes se sont rendus dans des abris mis à leur disposition.
L’agence de coordination de réponses aux désastres naturels des Philippines que 155 564 maisons ont été touchées, dont 53 706 détruites et 109 837 partiellement détruites, dans dix régions du pays. L’agence estime que les pertes agricoles et des produits de la pêche se chiffrent à 3,2 milliards de Péso et que les dommages aux propriétés publiques, dont trois cents écoles, aux bâtiments de pêches et aux infrastructure se montent à plus quatre milliards de Péso,.
Le traversier Princess of the Stars a été renversé par la mer démontrée près le l’île de Sibuyan à 04h30 TU (12h30 local) le 21 juin. La garde-côtes des Philippines tenta de venir en aide au navire durant la tempête mais ne put approcher à cause des vagues. Un autre navire de secours n’a réussi à l’atteindre qu’après 24 heures du naufrage. Le MV Princess of the Stars transportait 862 personnes (751 passagers et 111 membres d'équipage). Le 23 juin, on ne comptait que 34 rescapés d’après une source militaire. Au total, huit navires de la Marine philippine et des garde-côtes ont été dépêchés sur la zone pour participer aux recherches. Un roulier du Military Sealift Command américain, l’USNS Stockham, qui a appareillé le 23 juin de sa base d'Okinawa (Japon), est arrivé le lendemain sur la zone du naufrage. Un avion-patrouilleur de la marine américaine survola également la zone. Le 27 juin, les autorités ont suspendu les opérations de recherches des victimes après avoir appris que le navire transportait des pesticides hautement toxiques. On ne compte que 57 survivants et 15 corps de victimes ont été sortis du navire avant la suspension des recherches.
La compagnie Sulpicio Lines Inc, propriétaire du Princess of the Stars, cherchant à se disculper, a déposé le1re juillet une action en justice contre le PAGASA (service météorologique) pour grossière négligence dans la prévision de la trajectoire et de la sévérité du typhon. La compagnie prétend que le PAGASA mentionnait dans son bulletin du 20 juin que la trajectoire serait vers le nord-ouest, plaçant le traversier hors de portée, alors que la trajectoire fut plein ouest. Le service météorologique n'a pas commenté sur les détails mais nie les allégations de ne pas avoir alerté les usagers maritimes et publiques adéquatement.

### Chine
Rétrogradé au niveau de tempête tropicale, Fengshen a touché terre dans le sud de la République populaire de Chine près de Hong Kong le 24 juin à 22 TU. Des vents violents accompagnés de fortes pluies frappèrent une région qui venait à peine de se relever d'inondations au début du mois de juin. Les écoles et plusieurs édifices ont été fermés dans la région de Shenzhen et de Hong Kong. Fengshen a tué au moins neuf personnes dans la province de Guangdong, selon l'agence de nouvelle chinoise Xinhua, puis a poursuivi comme une dépression tropicale vers le Jiangxi. Les pertes économiques sont évaluées à 1,2 milliard de Yuan en dommages aux routes, réservoirs, érosion et pannes électriques. Le système a donné les plus fortes pluies dans la région en deux cents ans selon Lin Liangxun, de l'observatoire météorologique de Guangdong (agence météorologique chinoise). En se dirigeant vers le nord, elle affecta par ses pluies le Sichuan toujours menacée du débordement des lacs artificiels créés par des glissements de terrain lors de l'important séisme du mois de mai 2008.